# Pjer Žalica
Pjer Žalica (Sarajevo, 7 maggio 1964) è un regista e sceneggiatore bosniaco.

## Biografia
Žalica nacque a Sarajevo nel 1964; suo padre Miodrag (1926–1992) era un noto drammaturgo e poeta, autore di diverse sceneggiature per film televisivi.
Dal 1989 ha studiato regia cinematografica e teatrale all'Accademia di Arti Sceniche di Sarajevo (Akademija scenskih umjetnosti u Sarajevu), dove si è laureato; all'epoca ha frequentato insieme al regista premio oscar Danis Tanović.
Durante l'assedio di Sarajevo tra il 1992 e il 1996 ha prodotto alcuni documentari e testimonianze di guerra per la BBC.
Nel 1997 insieme ad Ademir Kenović ha scritto la sceneggiatura del film Il cerchio perfetto (Savršeni krug).  Come regista, ha realizzato due film che hanno ricevuto riconoscimenti internazionali, Benvenuto Mr. President del 2003 e A casa di zio Idriz del 2004. Il primo dei due in particolare, tra gli altri ha vinto il pardo d'argento al Festival di Locarno, l'Étoile d'or al Festival international du film de Marrakech e il Cuore di Sarajevo al Sarajevo Film Festival, tutti nel 2003.
Dal 2013 è decano all'Accademia delle arti sceniche di Sarajevo.
A maggio 2008 ha diretto il videoclip per il brano Dabogda di Dino Merlin e Hari Mata Hari.
Nel 2017 è stato tra i firmatari della Dichiarazione sulla lingua comune dei paesi Bosnia-Erzegovina, Croazia, Montenegro e Serbia, secondo la quale croati, bosgnacchi, serbi e montenegrini hanno un linguaggio comune standard e auspica l'abolizione di ogni forma di segregazione linguistica nell istituzioni pubbliche e di istruzione.
È sposato con l'attrice bosniaca Jasna Žalica con cui ha avuto un figlio.

## Filmografia
- Godot Sarajevo (1993) – Documentario
- Saga - Group Sarajevo (MGM Sarajevo: Čovjek, Bog, monstrum) (1994), con Ismet Arnautalić, Mirsad Idrizović, Ademir Kenović – Documentario
- Kraj doba neprijatnosti (1998) – Cortometraggio
- Made in Sarajevo (1998) – Documentario
- Mostar Sevdah Reunion (1998) – Documentario
- Benvenuto Mr. President (Gori vatra) (2003)
- A casa di zio Idriz (Kod amidže Idriza) (2004)

## Riconoscimenti
- 1994 – Vincitore Miglior documentario all'European Film Awards per Saga - Group Sarajevo
- 2003 – Vincitore Étoile d'or (Miglior Film) al Festival international du film de Marrakech per Benvenuto Mr. President
- 2003 – Vincitore Pardo d'argento al Festival di Locarno per Benvenuto Mr. President
- 2003 – Menzione speciale della giuria CICAE Festival di Locarno per Benvenuto Mr. President
- 2003 – Vincitore Cuore di Sarajevo al Sarajevo Film Festival per Benvenuto Mr. President
- 2003 – Candidatura al Grand Prix al Festival internazionale di Bratislava per Benvenuto Mr. President
- 2003 – Candidatura al Gold Hugo al Chicago International Film Festival per Benvenuto Mr. President
- 2003 – Vincitore Prix Fassbinder (Miglior rivelazione) all'European Film Awards per Benvenuto Mr. President
- 2004 – Candidatura all'Alessandro d'Oro al Thessaloniki International Film Festival per A casa di zio Idriz
- 2005 – Candidatura all'Iris d'Oro al Brussels Film Festival per A casa di zio Idriz